# A livermórium izotópjai
Az livermóriumnak (Lv) nincs stabil izotópja, így standard atomtömege nem adható meg.

## Táblázat
| Az izotóp jele | Z(p)                | N(n)                | Az izotóp tömege (u) | felezési idő    | magspin | jellemző izotóp- összetétel (móltört) | természetes ingadozás (móltört) |
| Az izotóp jele | gerjesztési energia | gerjesztési energia | gerjesztési energia  | felezési idő    | magspin | jellemző izotóp- összetétel (móltört) | természetes ingadozás (móltört) |
| -------------- | ------------------- | ------------------- | -------------------- | --------------- | ------- | ------------------------------------- | ------------------------------- |
| 289Lv          | 116                 | 173                 | 289,19886(117)#      | 10# ms          | 5/2+#   |                                       |                                 |
| 290Lv          | 116                 | 174                 | 290,19859(91)#       | 15(+26−6) ms    | 0+      |                                       |                                 |
| 291Lv          | 116                 | 175                 | 291,20001(91)#       | 6,3(+116−25) ms |         |                                       |                                 |
| 292Lv          | 116                 | 176                 | 292,19979(92)#       | 18,0(+16−6) ms  | 0+      |                                       |                                 |
| 293Lv          | 116                 | 177                 |                      | 61(+57−20) ms   |         |                                       |                                 |

## Fordítás
Ez a szócikk részben vagy egészben az Isotopes of ununhexium című angol Wikipédia-szócikk ezen változatának fordításán alapul.  Az eredeti cikk szerkesztőit annak laptörténete sorolja fel. Ez a jelzés csupán a megfogalmazás eredetét és a szerzői jogokat jelzi, nem szolgál a cikkben szereplő információk forrásmegjelöléseként.